# NCQ
Native Command Queuing, eller NCQ, är en teknik som används för att öka hårddiskars prestanda genom att låta hårddiskens fasta program optimera läs- och skrivsekvensen. Tekniken går ut på att man låter hårddisken läsa in flera läs- och skrivkommandon och sedan utföra dem i den ordningen som ger optimal prestanda med hänsyn till söktider och datats fysiska placering på skivorna i hårddisken.